# 1. signální
1. signální je třetí studiové album české poprockové hudební skupiny Chinaski. Vydáno bylo v roce 1999 vydavatelstvím B&M Music a obsahuje celkem čtrnáct písní.

## Seznam skladeb
Všechny skladby napsal(i) Chinaski. 
| Pořadí         | Název                | Délka |
| -------------- | -------------------- | ----- |
| 1.             | Raketa               | 4:00  |
| 2.             | Jaxe                 | 3:22  |
| 3.             | Kutil                | 2:22  |
| 4.             | 1. signální          | 3:31  |
| 5.             | Ну Погоди!           | 2:47  |
| 6.             | Kafe s mlíkem        | 2:47  |
| 7.             | Trombón              | 3:12  |
| 8.             | Megastór             | 3:40  |
| 9.             | Sekec & Mazec        | 3:48  |
| 10.            | Není to můj případ   | 3:37  |
| 11.            | Happy Music          | 3:36  |
| 12.            | Chytrej kluk         | 3:58  |
| 13.            | Chci se bavit        | 3:37  |
| 14.            | Vinárna u Valdštejna | 3:37  |
| Celková délka: | Celková délka:       | 48:00 |

## Obsazení
- František Táborský – zpěv, kytara
- Michal Malátný – zpěv, kytara
- Petr Rajchert – zpěv, saxofon
- Adam Stivín – basová kytara
- Pavel Grohman – bicí